# جرار نقل الأخشاب

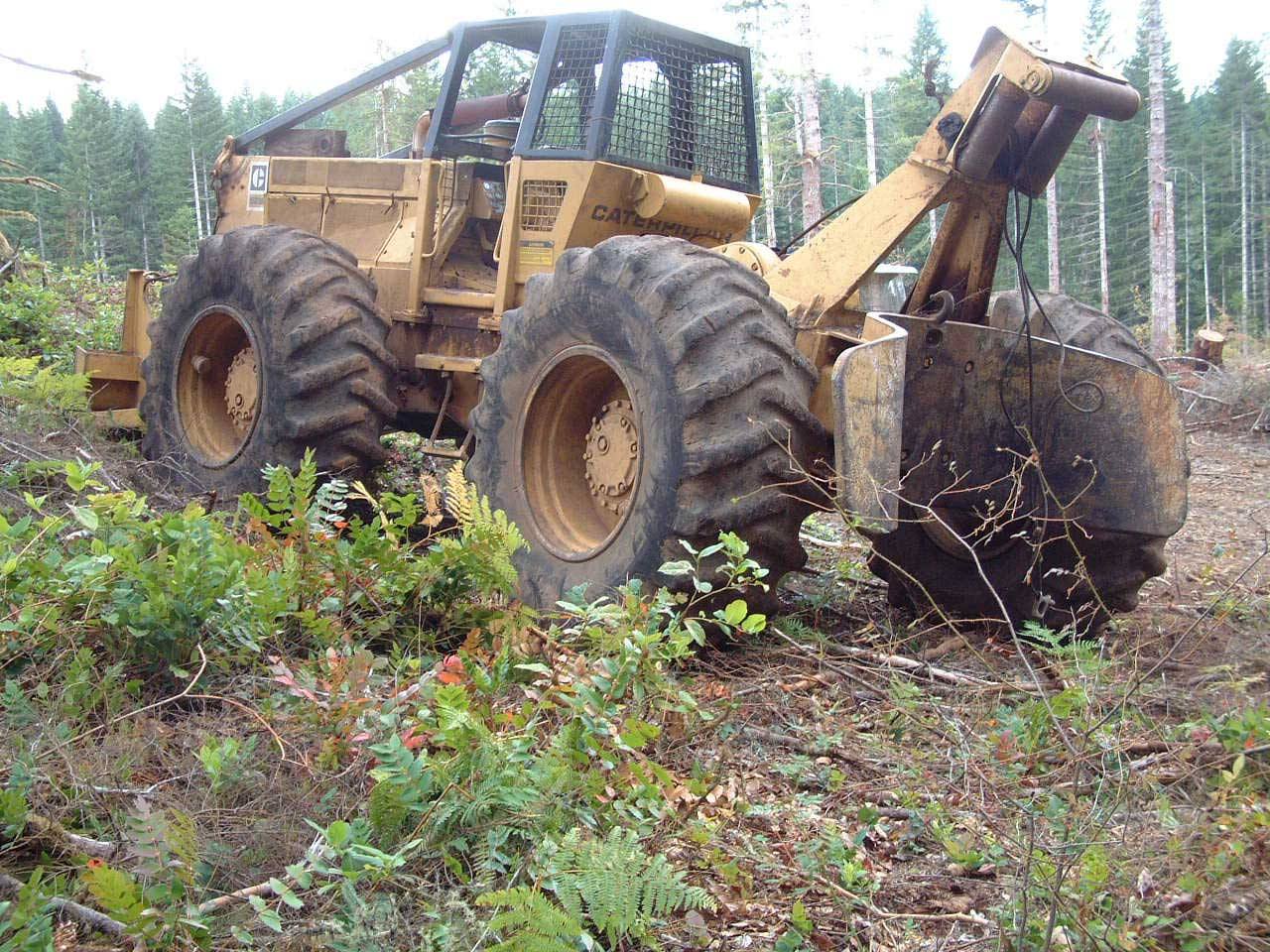
جرار نقل الأخشاب.

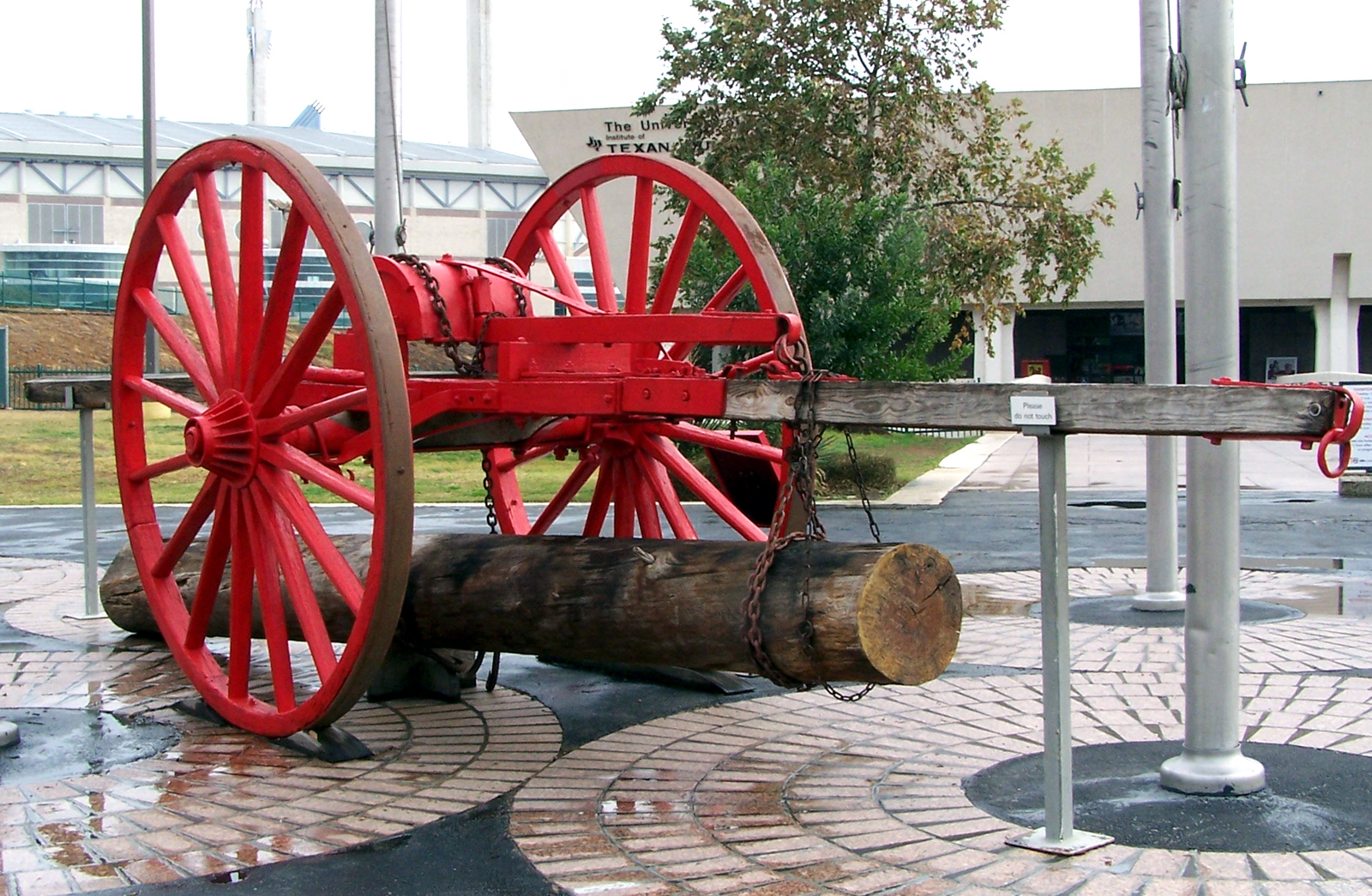

جرار نقل الأخشاب هو نوع من المركبات الثقيلة المستخدمة في عملية قطع الأشجار لسحب الأشجار المقطوعة من الغابة حيث يتم نقل الأشجار المقطوعة من موقع القطع إلى المكان المراد، وهنا يتم تحميلها على شاحنات.